# Lhota (Zlín)
Lhota (in tedesco Groß Lhotta) è un comune della Repubblica Ceca facente parte del distretto di Zlín, nella regione di Zlín.